# S Plus
Sportkette Plus ou Sport Plus, commercialisée sous le nom de SPlus, fut une chaîne de télévision suisse créée le 1er janvier 1993. Elle changea sa ligne rédactrice lors du changement de nom en Suisse 4 - Schweiz 4 - Svizzera 4 le 1er mars 1995. Le chef des programmes était Roy Oppenheim.

## Histoire
Le 18 novembre 1992, la chaîne reçoit une concession de la part du Conseil fédéral pour pouvoir diffuser. Le 1er janvier 1993, SPlus commence à tester ses futures émissions.
Le démarrage officiel de la chaîne ne débute que le 25 septembre 1993, et ce dans toute la Suisse.
SPlus cesse sa diffusion 1 ans et 5 mois plus tard, le 28 février 1995, pour faire place à Suisse 4 le lendemain.

## Diffusion
Le second canal en suisse existe depuis 1982, date à laquelle a été créée la chaîne sportive de la SRG SSR. Elle diffusait en suisse allemand, allemand, français et italien et elle fut connue sous trois noms en 3 langues : SRG Sportkette - SSR Chaîne Sportive et SSR Canale Sportivo. La chaîne, à ses débuts, diffusait uniquement en hertzien à travers la Suisse allemande mais était aussi reçue dans les zones romandes sur le Röstigraben. 
Puis en septembre 1993, la chaîne retransmet à travers tout le territoire helvétique, en allemand uniquement, avant de programmer dès avril 1994 des émissions en romanche, sous-titrées dans les trois autres langues nationales.

## Émissions
À ses débuts, la chaîne diffusait uniquement des retransmissions sportives, d'où son nom (Sportkette en français signifie Canal ou Chaîne sportive). Dès octobre 1993, des retransmissions de « Format NZZ » produite par le quotidien Die Neue Zürcher Zeitung font le apparition à l'écran suivi par l'émission « CASH-TV ». 
Début janvier 1994, la chaîne retransmet les rediffusions de l'édition du téléjournal national en langue allemande « Tagesschau » et dès avril 1994, la chaîne introduisit un nombre important de programmes en langue romanche sous-titrés en allemand : « Telesguard » était diffusé tous les lundis, mercredis et vendredis et le programme domminical « Svizra Rumantscha » était diffusé deux fois par mois. Le magazine « Damondas da... » en direct fut également placé à l'antenne et l'émission jeunesse « Tschà » fut produite huit fois. Enfin, l'émission « Istorgias da buna notg » pour les plus jeunes fut également retransmise, une fois par semaine.